# Cotaique
Cotaique (em armênio: Կոտայք; romaniz.: Kotaykʻ;  [kɔˈtɑjkʰ] (ajuda·info)) é uma das dez províncias da Armênia, situada no centro do país e cuja capital é Razdã. Além da capital, conta com seis outras cidades (Aboviã, Biurelavã, Charensavã, Nova Hachim, Salcazor e Elvarde) e 60 comunidades rurais.

## Demografia
|                  | 1991    | 1993    | 1995    | 1997    | 1999    | 2001    | 2002    | 2003    | 2004    | 2005    | 2006    | 2007    |
| ---------------- | ------- | ------- | ------- | ------- | ------- | ------- | ------- | ------- | ------- | ------- | ------- | ------- |
| População        | 302 000 | 302 200 | 282 400 | 282 700 | 279 700 | 273 000 | 272 600 | 272 400 | 273 100 | 274 200 | 275 100 | 276 200 |
| População urbana | 193 000 | 190 600 | 170 500 | 169 800 | 166 400 | 156 400 | 154 000 | 153 600 | 153 800 | 154 200 | 154 500 | 155 100 |
| Fonte : ArmStat  |         |         |         |         |         |         |         |         |         |         |         |         |